# Milicz
Milicz [ˈmilit͡ʂ] (en alemán: Militsch) es una ciudad en el oeste de Polonia con cerca de 12.415 habitantes, situada en el Voivodato de Baja Silesia. Es la capital del Distrito de Milicz y sede del gmina de Milicz. Se encuentra próxima al voivodato de Gran Polonia, bañada por el río Barycz y cerca de los Estanques de Milicz, una importante reserva natural y hábitat de numerosas especies. Los estanques pertenecen a la reserva protegida del río Barycz.

## Historia
Milicz fue fundado en el siglo XI. El "Castillo Milich" fue mencionado por primera vez en un acto escrito en 1136 por el Papa Inocencio II como una propiedad de la archidiócesis de Breslavia. El nombre posiblemente se refiere a uno de los fundadores legendarios de la ciudad, llamado miły, que traducido al español sería "agradable" o "amigable". Está catalogado como una posesión de la archidiócesis polaca de Gniezno en un acto emitido en 1154 por el Papa Adriano IV, figurando más tarde como Milicium en un documento de 1249 por el duque Przemysł I.

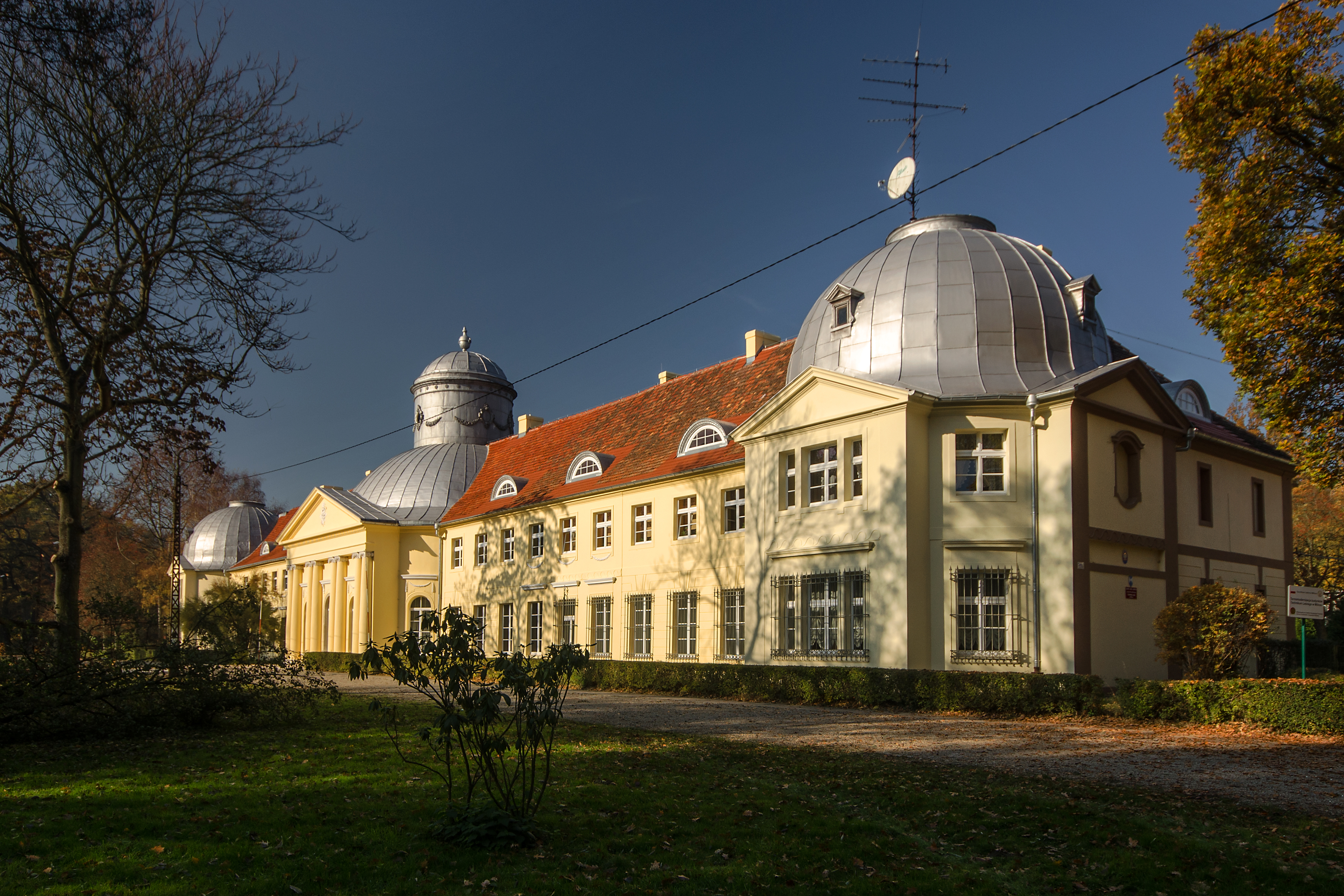
Palacio en Milicz

A la muerte del príncipe Boleslao III de Polonia en 1138, Milicz pasó a formar parte del Ducado de Silesia. Los ciudadanos recibieron los privilegios de ciudad en 1245. La zona fue conquistada por el duque Enrique III de Głogów perteneciendo Ducado de Oels, que a su vez se convirtió en un feudo de Bohemia en 1329. En 1358 los obispos de Wrocław vendieron Milicz al duque piasta Konrad I, cuyos sucesores construyeron un castillo gótico en las cercanías de la localidad. No obstante, el feudo terminó perteneciendo a las Tierras de la Corona de Bohemia del rey Vladislao II. Vladislao hizo de Milicz ciudad autónoma junto a Żmigród hasta que Milicz fue adquirida por la familia Maltzan en 1590.
Militsch fue conquistada por el reino de Prusia tras la primera guerra de Silesia en 1742, y fue parte del Imperio alemán desde 1871. Después de la Primera Guerra Mundial Milicz se unió a la Segunda República Polaca, estando situada junto a la frontera con Alemania. Conquistada por el Ejército Rojo durante la Ofensiva del Vístula-Óder, volvió a formar parte de la República de Polonia en 1945 tras la derrota de la Alemania nazi en la Segunda Guerra Mundial, siendo toda la población de habla alemana expulsada de Milicz.